# Piccadilly Circus
Piccadilly Circus (Aussprache [ˌpɪkədɪli ˈsɜːkəs]) ist eine Straßenkreuzung und ein öffentlicher Platz im Londoner West End. Er wurde 1819 fertiggestellt, um die Regent Street mit der Piccadilly zu verbinden. Im architektonischen Sinn ist ein „Circus“ eine runde, öffentliche Fläche an einer Straßenkreuzung bzw. eine Art Kreisverkehr, jedoch ohne eine gebaute Mittelinsel. Schon seit 1886 ist der Piccadilly Circus jedoch nicht mehr als solcher zu erkennen. Heute verbindet er die Shaftesbury Avenue, den Haymarket, Coventry Street (in Richtung Leicester Square), Regent Street und Lower Regent Street, die Piccadilly und eine kleine Seitenstraße, die Glasshouse Street. Der Circus befindet sich in der Nähe zahlreicher Einkaufs- und Unterhaltungsgebiete. Die Tatsache, dass er ein Knotenpunkt einiger der wichtigsten Straßen Londons ist, macht ihn zum quirligen Treffpunkt.
Während der Zeit der Kolonisation und des großen „British Empire“ wurde Piccadilly Circus oft als „Mittelpunkt der Welt“ bezeichnet.

## Geschichte

### 1811–1924

Piccadilly Circus im Jahre 1894

Im Jahr 1811 wünschte sich der Prinzregent, der spätere König George IV., eine Prachtmeile, die in St James’s beginnen und bis zum Regent’s Park führen sollte. Er beauftragte den bekanntesten Architekten dieser Zeit, John Nash, damit, diesen Wunsch zu erfüllen. Nach acht Jahren Bauzeit war das Meisterwerk 1819 vollendet. Die Regent Street und der Piccadilly Circus (bis 1886 noch „Regent Circus South“) sowie der Oxford Circus (bis 1886 noch „Regent Circus North“) und der Waterloo Place waren erschaffen. Piccadilly Circus war jedoch nur eine einfache Straßenkreuzung am Zusammenfluss der Piccadilly und der Regent Street, an der die Häuserfassaden konkav gestaltet waren, sodass sie einen Kreis (Circus) bildeten. Schon zu diesem Zeitpunkt war Piccadilly Circus ein sehr belebter Knotenpunkt. Jedoch wurde die geschlossene Bebauung der Kreuzung schon bald aufgebrochen. 1886 wurde zum Gedenken an den 7. Earl of Shaftesbury eine große Verbindungsstraße durch die Slums von Soho in den Londoner Norden nach Bloomsbury gebaut, die heute unter dem Namen Shaftesbury Avenue bekannt ist. Für dieses Bauvorhaben mussten zahlreiche Häuser abgerissen werden, auch ein Häuserblock direkt am Piccadilly Circus musste weichen, der ein Teil der vier Quadranten war, die bis zu jenem Zeitpunkt den Circus formten. So entstand das heute noch vorzufindende, eher dreieckige Layout der gesamten Kreuzungsfläche. Der London Pavilion wurde mitsamt der neuen Kreuzung eröffnet, da der Vorgängerbau der Shaftesbury Avenue weichen musste. Die drei der ursprünglich vier Quadranten, sowie das Kaufhaus Swan & Edgar und das Criterion Theatre blieben jedoch nach dem Abriss der umliegenden Gebäude erhalten.
1922 erfolgte die erste Straßennummerierung in Großbritannien und damit verlief die A4 road von Haymarket/Coventry Street kommend in die Straße Piccadilly. Aus der Regent Street (Süd) kam die A3213 road (heute auch A4) auf den Platz; von der Shaftesbury Avenue die A401 road und aus der Regent Street (Nord) die A4201 road.

### Shaftesbury Memorial Fountain

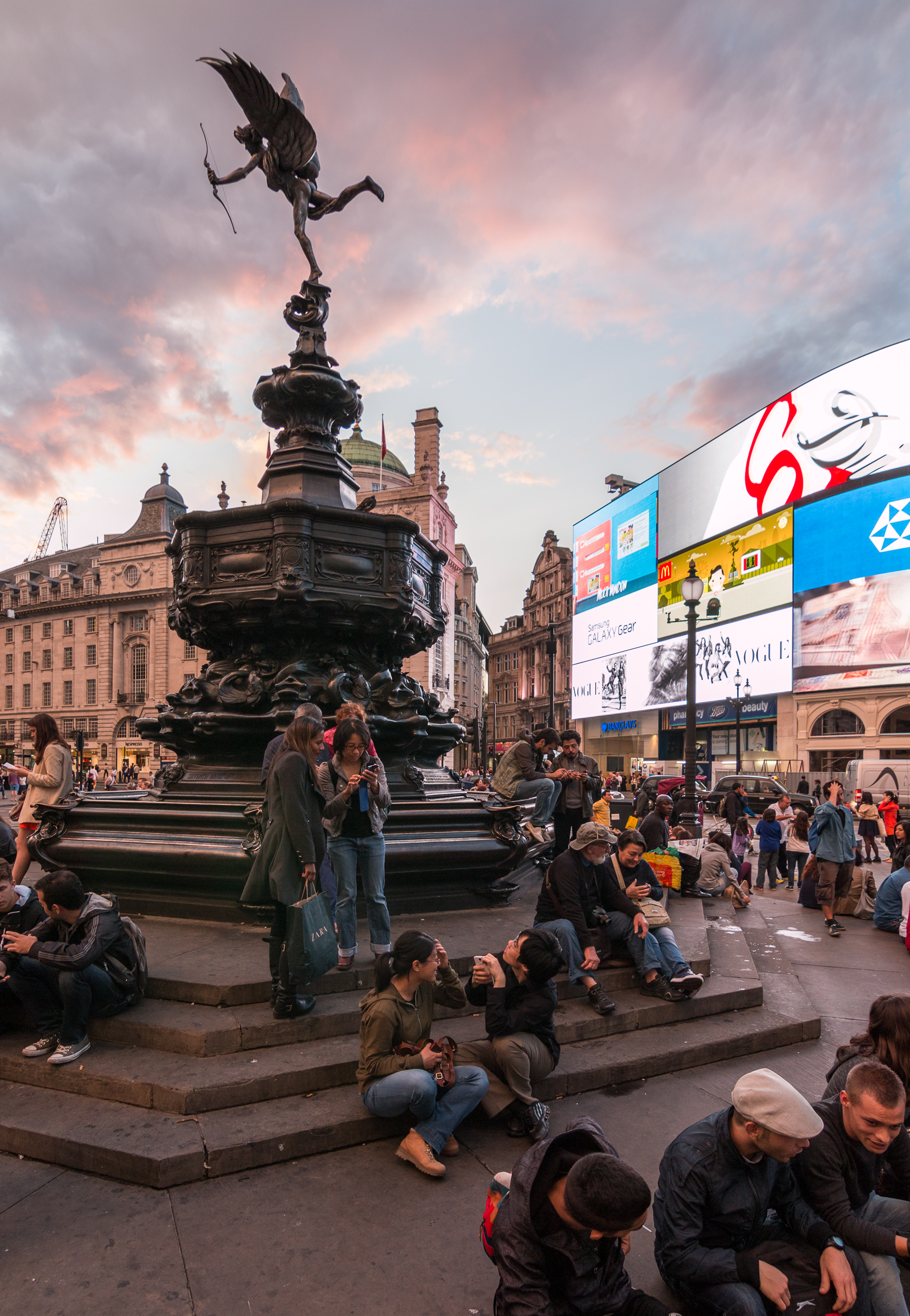
Shaftesbury Memorial Fountain

Den Londoner Bürgern war eine Gedenkstraße für den Earl viel zu wenig und sie entschlossen sich Spenden zu sammeln, um ein Denkmal zu errichten. 1893 wurde schließlich der Shaftesbury-Gedenkbrunnen eingeweiht, der heute als Erosbrunnen bekannt ist. Jedoch sollte die geflügelte Figur auf der Spitze nicht Eros darstellen, sondern den Engel der christlichen Nächstenliebe. Die prüden Viktorianer waren allerdings über die fast nackte Aluminiumfigur nicht sehr begeistert, verspotteten sie und verhöhnten Sir Alfred Gilbert, den Erbauer des Denkmals. Es war das erste Denkmal in London, welches ausschließlich aus Aluminium gegossen wurde. Der Brunnen wurde auf vier niedrigen Stufen errichtet und von einer kleinen, niedrigen Mauer umgeben, an der eine Gedenkplakette für den Earl angebracht war. Das ganze Ensemble hatte die Form eines Achtecks. Anfang 1895 wurde aus ästhetischen Gründen die den Brunnen umgebende Mauer entfernt. So entstand einer der beliebtesten Treffpunkte in London. Blumenmädchen und Schuhputzer ließen sich auf den Stufen nieder und waren noch bis in die 1940er Jahre anzutreffen. Trinkgefäße, die mit Ketten an den Brunnenbecken befestigt waren, wurden aus hygienischen Gründen 1899 entfernt.

### Umgestaltung 1924–1932
1924, als ein Großteil der Gebäude an der westlichen und südlichen Seite der Kreuzung, an der Einfahrt zur Piccadilly und der Regent Street, königliches Eigentum wurde, entschied man sich dazu, die gesamte Kreuzung architektonisch umzugestalten. Die alten Gebäude aus der Regency-Zeit, mit ihren relativ schmucklosen, weißen Fassaden und den vorgetäuschten ionischen oder dorischen Säulen, wurden komplett abgerissen. Man befand die Gebäude als nicht mehr zeitgemäß und repräsentativ. Außerdem waren sie für die steigenden Ansprüche der Geschäftsinhaber zu klein geworden. Des Weiteren bemängelte man Nashs schlampige Bauweise. Die alten Gebäude wurden durch Bauten ersetzt, die fast doppelt so hoch sind wie ihre Vorgänger, jedoch in einer anderen Architekturform (Eklektizismus) und ohne die Quadranten, die ja einen Circus formen. Großzügige Geschäftsräume fanden darin Platz; große Bossenquader wurden anstelle von Stuck zur Verschönerung verwendet und anstatt der kleinen Fenster erschuf man große, meist zweigeschossige, bogige Fensterfronten. Des Weiteren wurden Bogenarkaden, hohe Kamine, Kuppeln und Figurenschmuck zur Verschönerung eingesetzt. Die Hauptbauarbeiten wurden bereits 1928 abgeschlossen.
Lediglich der London Pavilion und das sich gegenüber befindliche viktorianische Criterion Theatre überlebten diese Radikalkur.
Von 1924 bis 1932 wurde der Erosbrunnen ebenfalls von der Kreuzung entfernt. Man renovierte die Brunnenbecken und stellte derweil die Engelsfigur in den Victoria Embankment Gardens nahe der Parlamentsgebäude auf. In der Zwischenzeit wurde unterirdisch ein neues Fußgängerdeck mit Kiosken und einer Schalterhalle für Fahrkarten errichtet und der sich darunter befindliche U-Bahnhof vergrößert und modernisiert; im Dezember 1928 waren auch hier die Bauarbeiten vollendet. Nach den ganzen Umbauarbeiten wurde dann der Brunnen Ende 1932 wieder auf dem Circus aufgebaut. Man gab ihm nun noch ein Plateau aus fünf weiteren Stufen hinzu und stellte ihn in der Mitte der Kreuzung wieder auf. Nun aufgrund der neuen Stufen war er 1,03 Meter höher als zuvor. Dem achteckigen Grundriss des Brunnens angepasst, wurde ein schmaler Gehsteig um die Stufen gebaut und vier große Straßenlaternen hinzugefügt. 1937 wurde die Verkehrsregelung von den ursprünglich sich an jeder Einfahrt zum Circus befindlichen Polizisten, auf Ampelregelung umgestellt. Die Belüftungsanlage der U-Bahn, die sich auf einer kleinen Verkehrsinsel neben dem Denkmal befand, wurde ebenfalls entfernt.
Um dem ansteigenden Straßenverkehr gerecht zu werden, wurde bereits 1926 ein Kreisverkehr-System auf der Kreuzung eingeführt, welches 1934 durch die erstmalige Markierung von Fahrspuren manifestiert wurde. Bereits 1930 hatte man das erste Mal die Benutzung von Fahrbahnmarkierungen in Form von Haltelinien und Richtungspfeilen erprobt und später eingeführt.

### Zweiter Weltkrieg und 1950er Jahre

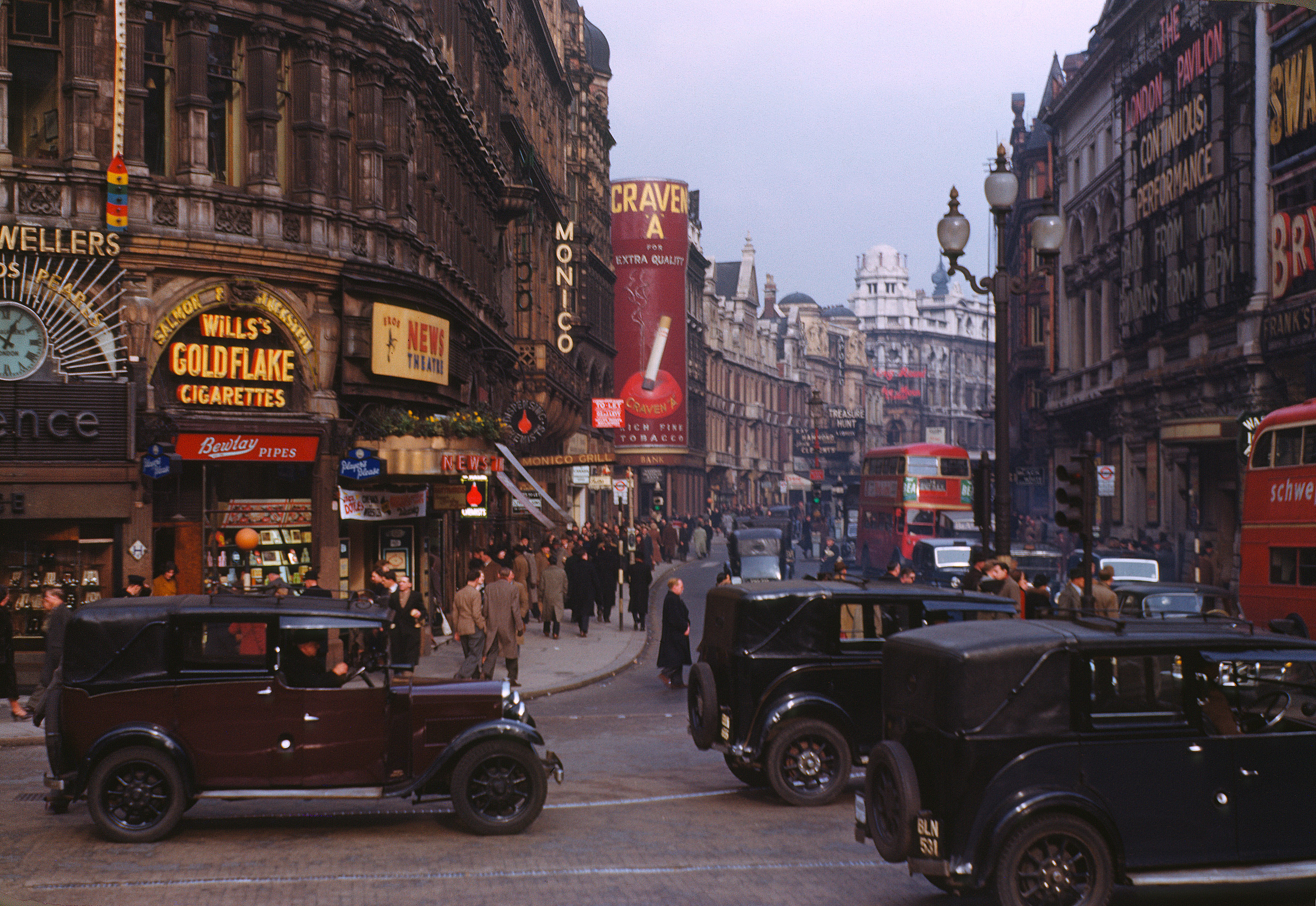
Blick in die Shaftesbury Avenue, Piccadilly Circus 1949

Während der Kriegszeit gab es am Piccadilly Circus einige wenige Veränderungen bzw. Schutzmaßnahmen. 1941 wurde die Engelsfigur vom Brunnen abmontiert und in einem Bunker in Egham gelagert. Der Brunnen selbst wurde mit Eisenplatten umhüllt. Die Leuchtreklamen wurden abgestellt und erst am 3. April 1949 wieder in Betrieb genommen. Die Lichter der Straßenlaternen wurden abmontiert. Die Sockel der Laternen und der Ampeln, sowie die Bordsteinkanten wurden schwarz-weiß-gestreift angestrichen, um sie bei Dunkelheit besser sichtbar zu machen. Zusätzlich wurden die U-Bahn-Eingänge mit kleinen Backsteinbunkern überdacht. Während der Luftangriffe wurde im September 1940 ein Krater in die nahe gelegene Regent Street geschossen und einige Gebäude hinter dem Circus zerbombt. Durch die Wucht der Explosionen zerbarsten die Glasscheiben und einige Reklametafeln am Platz, was dazu führte, dass bis zum Ende des Krieges die Fenster mit Holzplatten bedeckt wurden. Erst zwei Jahre nach dem Krieg,  im Juni 1947, setzte man wieder die Engelsfigur auf den Brunnen.
1951 wurde anlässlich des Festival of Britain der Brunnen erstmals wieder angestellt und seine Becken mit Wasser gefüllt.
1952 verließen die letzte Blumenverkäuferin und der letzte Schuhputzer den Platz für immer.

### Neuplanung 1961 und 1973

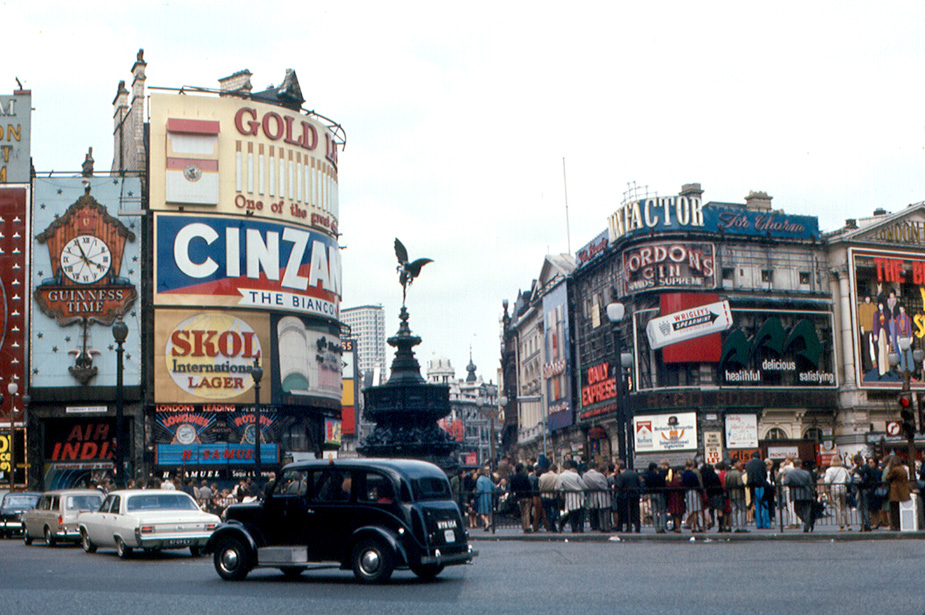
Piccadilly Circus, 1968

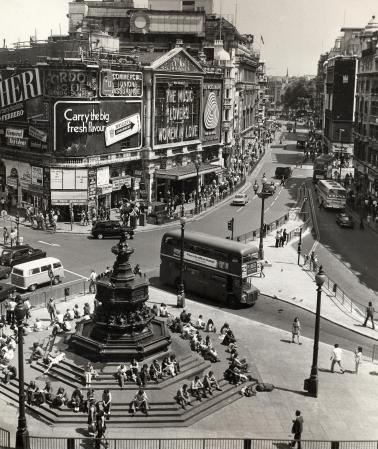
Piccadilly Circus 1973, kurz nachdem man die Busspur über die Mittelinsel gebaut hatte

1961 entdeckte man jedoch, dass das ganze Ensemble viel zu gefährlich war. Da der kleine Platz mit dem Denkmal darauf als Kreisverkehr fungierte, war er Tag und Nacht vom dichten Verkehr umgeben und für die unzähligen Fußgänger kaum zugänglich. Diese aber liefen einfach über die viel befahrene Kreuzung und gerieten dabei oft genug zwischen die Busse und Autos. Fußgängerampeln oder gekennzeichnete Übergänge waren zu diesem Zeitpunkt noch nicht vorhanden. Außerdem war der Straßenverkehr in den vergangenen fast 30 Jahren so sehr angestiegen, dass es fast immer zu enormen Stockungen um das Denkmal kam.
Schließlich entschied man sich den Kreisverkehr aufzugeben und einen Platz zu bauen, der sich dem dreieckigen Zuschnitt der Kreuzung anpassen sollte. So wurde zwischen 1961 und 1963 erst einmal probeweise ein nahezu dreieckiges Gebiet um das Denkmal mit Absperrzäunen und Pylonen errichtet. Nach einem positiven Resultat und der Vereinfachung und Verbesserung des Verkehrsflusses wurde letztendlich 1963 die abgesperrte Fläche gepflastert und eröffnet. Mit ihr entstand ein Taxistand bzw. eine Bushaltestelle für Sightseeing-Busse direkt am Brunnen. Nun konnte der Verkehr nicht mehr komplett um das Denkmal fahren und es gab mehr Platz für die Fußgänger. Jedoch wurde dadurch die Verbindung zwischen der Shaftesbury Avenue und der Piccadilly gekappt. Viele Busse mussten nun einen Umweg durch die nahegelegene Jermyn Street in Kauf nehmen. Nach langwierigen Debatten um einen Rückbau des Platzes wurde jedoch dann ein Kompromiss gefunden und im Jahr 1973 eine schmale Busspur quer über die gepflasterte Mittelinsel gebaut und somit die Geschlossenheit des Platzes wieder aufgebrochen. Dies sorgte zunächst für eine rasche Abfahrt der Busse.

### Komplette Umgestaltung ab 1984
Ab 1984 folgte eine weitere große bauliche Veränderung, die erst am Ende des Jahrzehnts abgeschlossen wurde. Da die ganze Gegend zu heruntergekommen war, entschied man sich für eine komplette Generalüberholung. Täglich kam es auf der Kreuzung zu großen Staus und einigen Unfällen. Es wurde festgestellt, dass das Denkmal im Wege stand und der ganze Straßenverkehr nur sehr stockend über die Kreuzung fahren konnte. Bereits in den 1970er Jahren wurden der Stadt viele Baupläne vorgelegt. Einige sahen Glashochhäuser mit Verbindungsstegen für Fußgänger vor, andere wollten das Denkmal komplett entfernen und eine verkehrsfreundlichere Kreuzung bauen. Diese Pläne wurden alle abgelehnt, da man den architektonischen Charakter der Kreuzung erhalten wollte. Schließlich wurde zuerst der London Pavilion aufgestockt. Er erhielt ein niedriges Walmdach aus Schiefer, sowie ein Zwischengeschoss und einige viktorianische Figurengruppen als Dekoration.

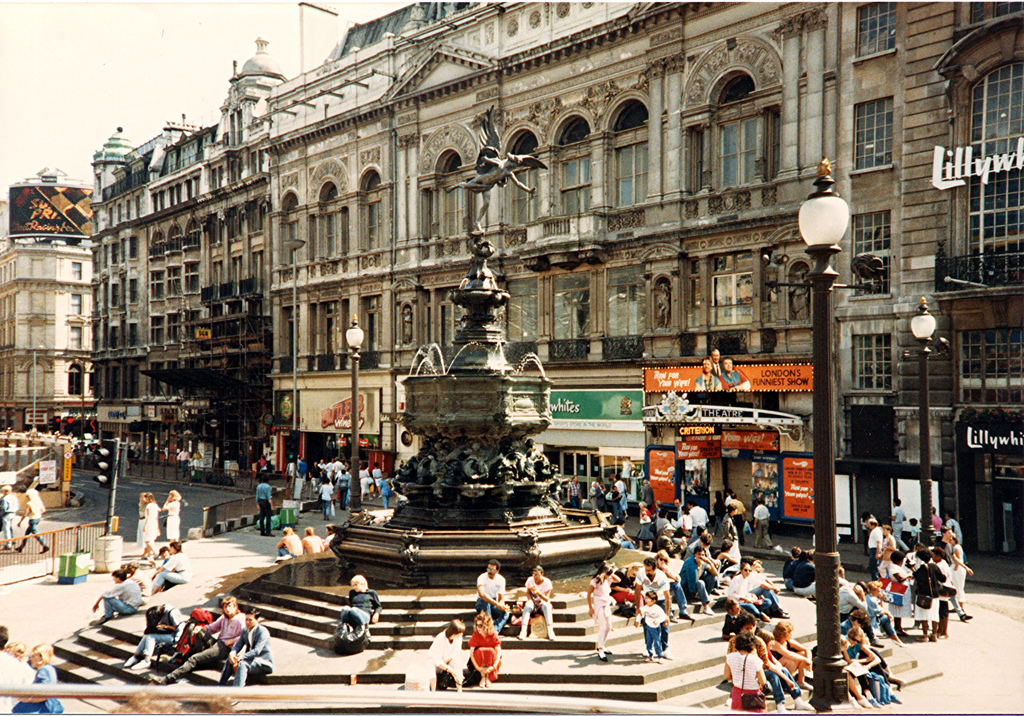
Piccadilly Circus während der Umbaumaßnahmen 1986

Im Herbst 1984 wurde der Brunnen, wie schon 1924, von der Kreuzung entfernt und von Experten in Edinburgh restauriert, denn die Becken und die Aluminiumfigur waren durch die Abgase der vergangenen 20 Jahre stark in Mitleidenschaft gezogen worden. Derweil wurde die komplette Verkehrsführung auf der Kreuzung verändert. Die 1963 errichtete und 1973 umgestaltete Verkehrsinsel samt der Bushaltestelle und des Taxistandes wurden entfernt, und mit ihr die schlecht geplante Verkehrsführung aus schmalen Zu-, Ab- und Durchfahrten. Eine logische und einfache Straßenführung wurde angelegt mit breiteren Straßen und breiteren Gehwegen, sowie weniger Haltepunkten mit Ampeln.
Die Shaftesbury Avenue wurde zur Einbahnstraße umgestaltet und konnte nun nur noch als Ausfahrt vom Circus genutzt werden.
Auch die Fassaden der Bauten an der westlichen Seite der Kreuzung, Richtung Piccadilly und Regent Street, wurden gereinigt, denn der einst so berühmte Londoner Smog hatte sie über die Jahre eingeschwärzt bzw. verdunkelt.
Nach seiner Instandsetzung wurde der Brunnen an einer ganz neuen Stelle wiedererrichtet, 40 Fuß weiter östlich von der Mitte der Kreuzung entfernt, nicht länger isoliert auf einer Verkehrsinsel stehend, sondern in eine gepflasterte Fläche vor dem Criterion Theatre inkludiert, die ausschließlich den Fußgängern vorbehalten ist.
Dadurch wurden die Durchfahrtsstraße vor dem Criterion Theatre, die Busspur und die alte Bushaltestelle am Platz aufgegeben.
Um den Brunnen herum wurde der Platz so angelegt, dass der Verkehr in einem sanften Bogen an ihm vorbeifahren muss. Dies macht das Denkmal für die unzähligen Besucher viel leichter zugänglich, im Gegensatz zur alten Platzgestaltung, als der Brunnen noch isoliert auf der Verkehrsinsel stand und es durch die Absperrgitter entlang der Gehwege und um die Insel herum kaum Zugangsmöglichkeiten gab. Außerdem wurde ein weiterer U-Bahn-Eingang neben dem Denkmal geschaffen, ungefähr auf der Höhe der alten Bushaltestelle. So war der Piccadilly Circus noch bis 2009 vorzufinden.

### 2009–heute

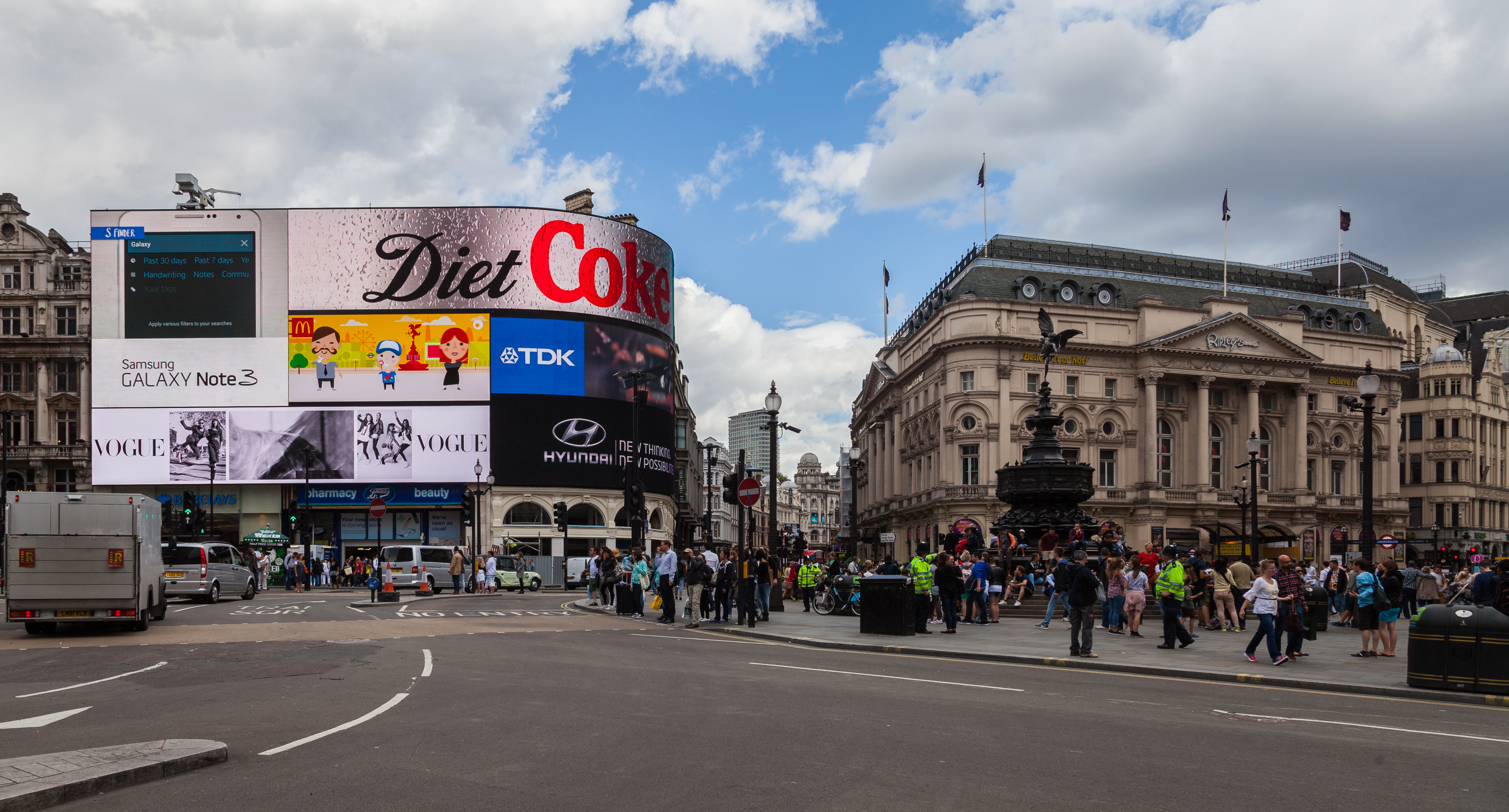
Piccadilly Circus im August 2014

Zu Beginn des 21. Jahrhunderts sollte der Piccadilly Circus erneut eine große, bauliche Umgestaltung erleben. Abermals ist über die Verkehrssituation diskutiert worden. Demnach sollte nach ca. 40 Jahren das Einbahnstraßensystem aufgegeben werden. Grund war der Neubau einer Busspur entlang der Shaftesbury Avenue. Sie soll über den Platz führen und direkt in die Piccadilly einmünden. Zudem sollen die Haymarket und die Lower Regent Street in normale zweispurige Straßen umgestaltet und dadurch die Platzgestaltung komplett neu konzipiert werden. Zwar wird man den Kreisverkehr mit dem Brunnen aus den 1950er Jahren nicht wiederherstellen, aber den Platz um das Denkmal verkleinern, da die Straßen verbreitert werden. Geplant sind neue und moderne Straßenlaternen und die Entfernung der Absperrzäune entlang der Gehsteige. Die Bauarbeiten für die Umgestaltung starteten am 19. August 2009 und sollen bis zu den Olympischen Spielen 2012 abgeschlossen sein. Die Umbaukosten sind auf ca. 40 Millionen Pfund angesetzt worden.
Mittlerweile sind die Hauptarbeiten der Platzneugestaltung abgeschlossen. Die neue Busspur entlang der Shaftesbury Avenue wurde eröffnet. Sie mündet nun in den Circus und wird in der Kreuzungsmitte lediglich durch eine schmale Verkehrsinsel vom Gegenverkehr getrennt. Zur erleichterten Einfahrt in die Piccadilly wurde auch hier die alte Verkehrsinsel zurückgebaut. Zusätzlich zur neuen Busspur wurden neue Fußgängerüberwege errichtet; einer vor dem London Pavilion und einer zwischen dem Denkmal und dem ehemaligen Virgin-Superstore. Durch die Neuschaffung der Busspur wurden jedoch die drei Fahrspuren auf dem Circus und in seiner Einfahrt von der Piccadilly herkommend auf lediglich zwei reduziert.
Mittlerweile wurde auch die Zufahrt von der Glasshouse Street her kommend für den Verkehr gesperrt und in einen Fußgängerbereich umgestaltet. Um den Straßenverkehr in Richtung des Londoner Westens zügiger abwickeln zu können und um die parallel verlaufenden Straßenzüge entlasten zu können, wurde die Einbahnstraßen-Situation der Piccadilly aufgegeben und nun kann, zum ersten Mal seit den 1950er Jahren wieder, sämtlicher Verkehr, nicht nur der öffentliche, vom Circus aus in die Piccadilly in Richtung Hyde Park Corner abfahren.

## Reklametafeln

### 1900–1975

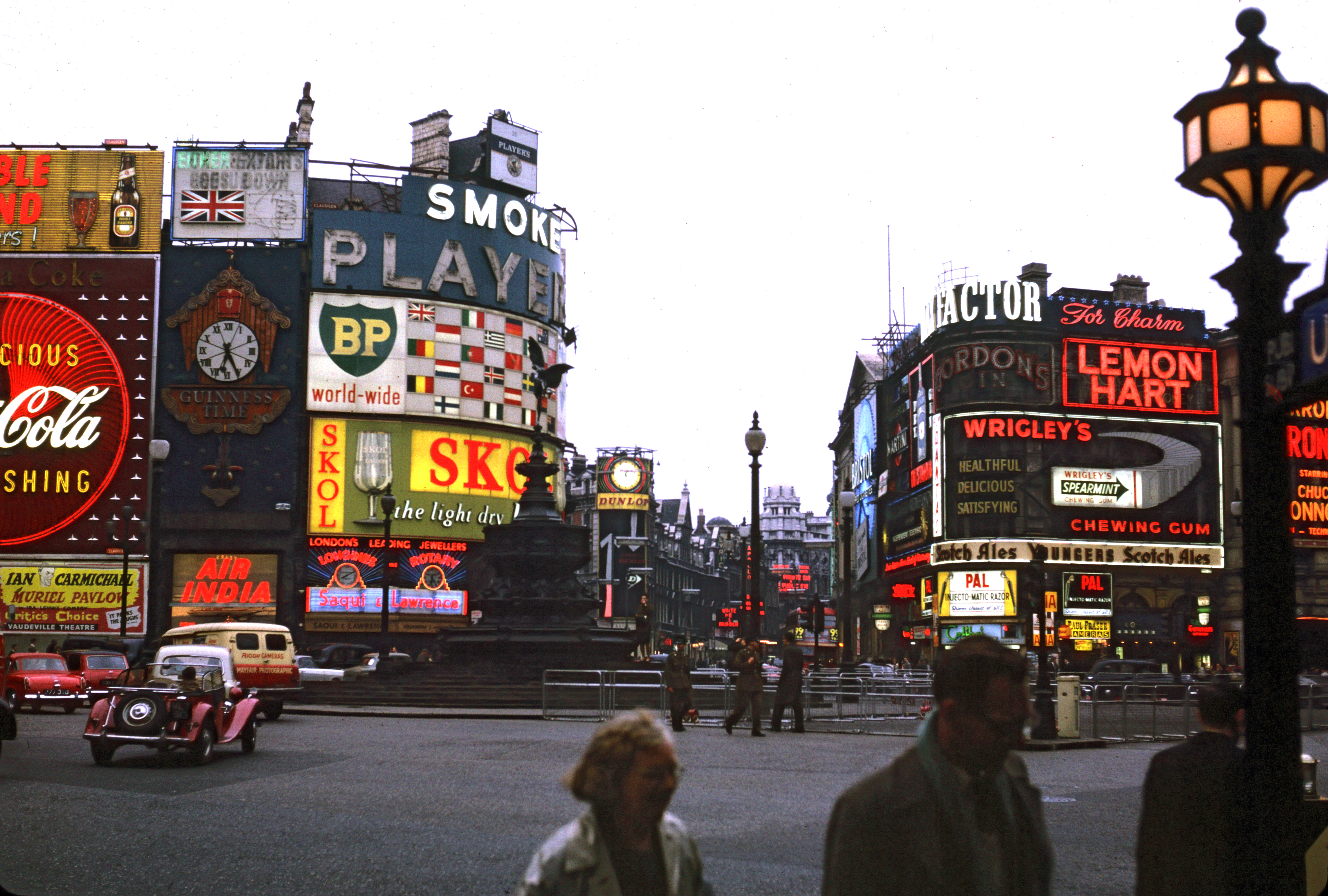
Reklametafeln 1962

Piccadilly Circus ist nicht nur für sein Denkmal, sondern auch für seine Reklametafeln bekannt. Die erste Reklametafel wurde 1900 auf dem Dach des London Pavillon angebracht, sie warb für Spatenbräu. Ab 1910 wurden dann auch Leuchtbuchstaben an der gewundenen Eckfassade an der Einfahrt zur Shaftesburry Avenue angebracht. Ab dem Jahre 1923 wurde die komplette Fassade des London Pavilion als Werbefläche genutzt. Das Eckhaus an der Einfahrt zur Haymarket wurde ebenfalls mit Leuchtbuchstaben behängt. Im Laufe der Zeit wurden aus den weißen Glühbirnen bunte Neonröhren. Bald waren es jedoch keine reinen Buchstabenfolgen mehr, sondern ganze Tafeln mit Figuren und Lichtspielen. Diese wurden nicht mehr auf Gestellen angebracht, sondern auf großen Platten. So wurden teilweise ganze Hausfassaden verdeckt.

### 1977–2017
1977, als der London Pavilion an einen neuen Besitzer überging, wurde darüber entschieden, hier die Reklametafeln zu entfernen. Seit diesem Zeitpunkt dürfen keine Werbetafeln mehr an der Fassade des Pavilions angebracht werden. Auch wurden Mitte der 1980er die Reklametafeln an der Einfahrt zur Haymarket entfernt. Seit der Grunderneuerung der Kreuzung Ende der 1980er ist es nur noch erlaubt, Werbung an dem gewundenen Eckhaus an der Shaftesbury Avenue anzubringen. Die Anzahl der zu vermietenden Flächen wurde auf sechs große Tafeln und eine über dem ehemaligen Burger-King-Restaurant festgelegt. Zudem ist seit 2007 ein von der Firma LG angebrachter Videoschirm auf dem Dach des Eckhauses an der Haymarket anzufinden. Mitte der 1970er wurden letztendlich noch die letzten viktorianischen Gebäude hinter den Werbetafeln abgerissen und durch einfache Betonbauten ersetzt. Für Verzierungen und Anpassung an die umliegenden Bauten hat man sich nicht entschieden, da die Hauswände sowieso mit Reklame bedeckt wurden, und es unwahrscheinlich erschien, dass diese Flächen einmal Werbefrei sein sollten.

#### Marken und Reklametafeln
Die Werbeflächen wurden von folgenden Herstellern genutzt:
- Coca-Cola hatte seit den 1950er Jahren eine Reklametafel am Piccadilly Circus. Die aktuelle Reklame stammt aus dem Jahr 2003, als das bisherige digitale Projektor-Board und der Bereich der ehemaligen Nescafé-Werbung durch ein State-of-the-Art-LED-Display ersetzt wurden.
- Volkswagen hatte in den 1970er Jahren eine Reklametafel mit Lichtspielen.
- Das Hyundai-Zeichen ist die neueste der Tafeln. Es ersetzte am 29. September 2011 das Sanyo-Zeichen, welches seit den späten 1980er Jahren nicht mehr verändert wurde.
- TDK ersetzte die ehemalige Reklametafel von Kodak aus dem Jahr 1990. Die Reklame blieb über die Jahre nahezu unverändert. Lediglich 2001 wurde die Farbe der Neonröhren im Hintergrund von grün auf blau verändert und die Worte „Audio & Video Tape“ und „Floppy Disks“ unter dem Logo entfernt. Im August 2010 wurde die Neon-Reklame durch eine identisch aussehende Reklametafel in LED-Technik umgestellt. Ende März 2015 hat TDK die Werbetätigkeit am Piccadilly Circus eingestellt.
- McDonald’s wirbt seit den 1980er Jahren am Platz und benutzt dabei die ehemalige Werbefläche von BASF. Im Jahr 2001 wurde das Zeichen von Neonröhren auf einen LED-Bildschirm umgestellt.
- Samsung ersetzte eine Reklame für Panasonic, die Tafel wurde 2005 von Neon in einen LED-Bildschirm geändert.

Reklametafeln, 2014

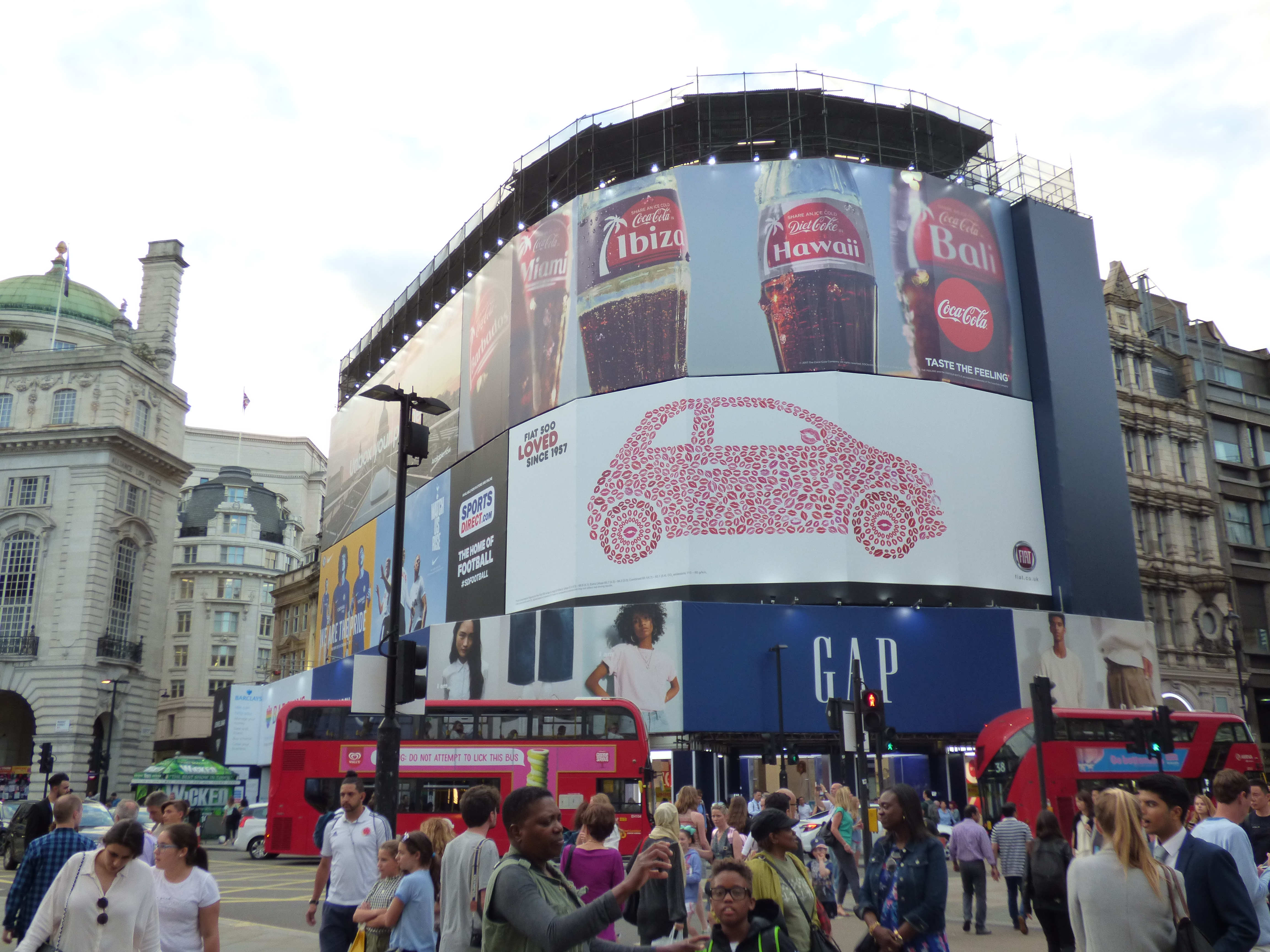
Reklametafeln im Juli 2017 während der Umbaumaßnahmen

### 2017

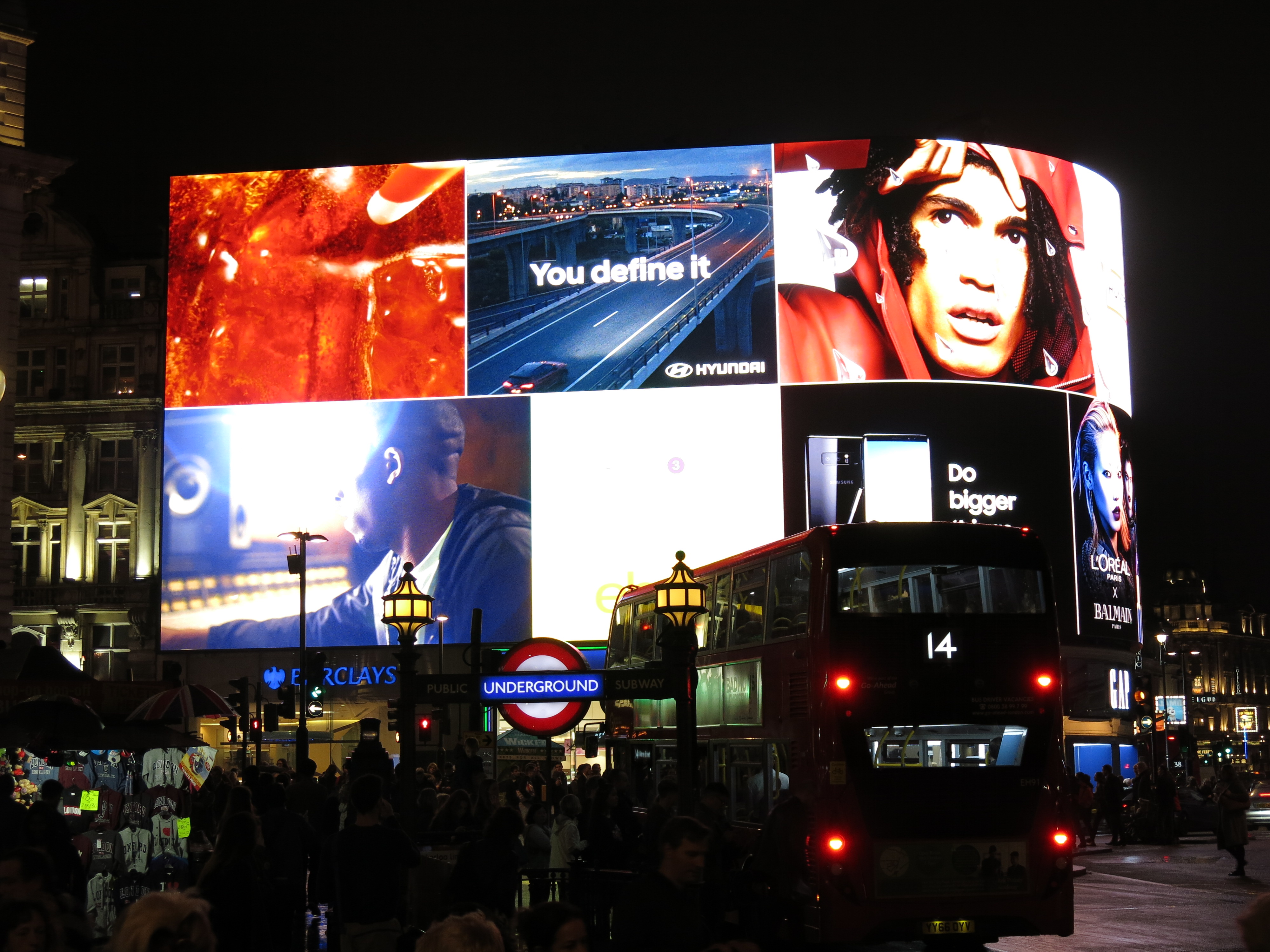
Neue gebogene 4K-Videowand im Oktober 2017

Am 16. Januar 2017 wurden die einzelnen LED-Displays um 8:30 Uhr abgeschaltet, um durch eine einzelne Videowand ersetzt zu werden. Am 26. Oktober 2017 wurde das neue Display wieder offiziell in Betrieb genommen, nachdem es schon Tage zuvor eine statische Nachricht zeigte. Dies war, seit dem Ausschalten der Reklamen während des Zweiten Weltkrieges und dem unmittelbaren Zeitraum danach, die längste Periode ohne Werbung am Piccadilly Circus. Die gebogene Videowand aus LED-Segmenten der Firma Ocean Outdoor mit einer Auflösung von mehr als 4K (UHD) auf 780 m² kann vollflächig bespielt werden, wird aber meistens in sechs Segmente (4× quadratisch mit 1/4-Breite und 2× mit 1/2-Breite) unterteilt, die einzelne Firmen buchen können, was eine flexible Nutzung ermöglicht. Am ersten Tag waren dies u. a. die Firmen eBay, Hyundai, L’Oréal, Coca-Cola, Samsung und Hunter Boots. Die Reklamewand ist die größte LED-4K-Video-Wand in Europa.

## Markante Gebäude

### London Pavilion

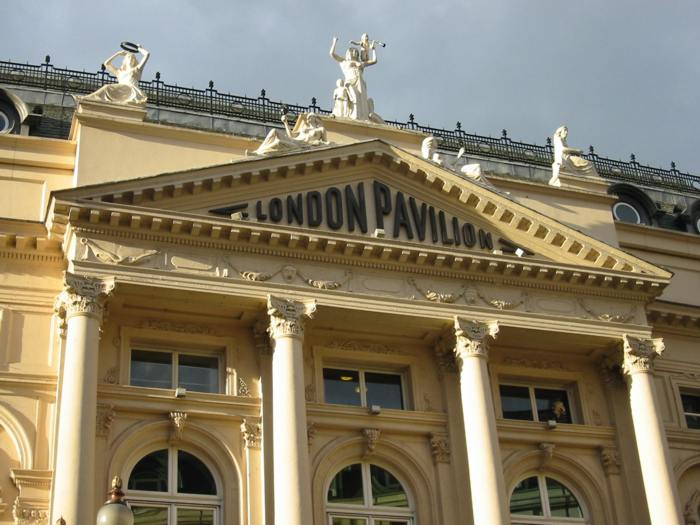
London Pavilion

An der nordöstlichen Seite des Circus, an der Kreuzung der Shaftesbury Avenue und der Coventry Street, steht der London Pavilion. Das erste Gebäude, das diesen Namen trug, wurde 1859 erbaut und war eine Musikhalle. Mit dem Bau der Shaftesbury Avenue im Jahre 1886 wurde der alte Pavillon abgerissen und der neue Pavillon errichtet, auch er wurde als Musikhalle genutzt, erhielt aber in den unteren Etagen Restaurants, Bars und einen Friseursalon. Im Gegensatz zum alten Pavillon wurde der neue im Stil des Eklektizismus bzw. Historismus errichtet, das heißt, es wurden mehrere historische Baustile verwendet, in diesem Fall Elemente der Renaissance, des Barock und des Klassizismus. Ab 1923 wurden Teile der Fassaden als Werbefläche genutzt. 1934 wurde das Gebäude in ein Kino bzw. Lichtspieltheater umgebaut. Vierzig Jahre später wurden die Reklametafeln entfernt und es wurde damit begonnen, das Gebäude zu erneuern und die maroden Fassaden zu restaurieren. 1986 wurde der neue London Pavilion eröffnet. Er hatte eine weitere Zwischenetage sowie ein Schieferdach mit Fenstern erhalten, außerdem wurden viktorianische Steinfiguren auf dem Dach und den Balustraden aufgestellt, die jedoch schon Mitte 2003 wieder abgebaut wurden. Seit der Neueröffnung ist der London Pavilion ein Einkaufszentrum und mit der Schalterhalle der U-Bahn verbunden. Seit dem Jahr 2000 ist der Pavilion mit dem Trocadero Centre verbunden.

### Criterion Theatre
Das Criterion Theatre befindet sich an der Südseite des Platzes. Das Gebäude wurde von Thomas Verity erbaut und 1874 eröffnet. Mit Ausnahme des Kartenverkaufsschalters ist das ganze Theater mit seinen 600 Sitzplätzen unterirdisch gelegen und über ein elegantes Treppenhaus zu erreichen.
1883 wurde das Theater für kurze Zeit geschlossen, um die Lüftungsanlage zu erneuern und die Beleuchtung von Gaslichter in elektrische Lichter umzuwandeln. Weitere Renovierungs- und Umbaumaßnahmen fanden ab 1989 statt. Im Jahre 1992 wurde das Theater dann feierlich wiedereröffnet.

## Geschäfte
- H&M (Bekleidung)
- Virgin (Elektronik) (geschlossen)
- HMV (Elektronik)
- GAP (Bekleidung)
- Lillywhites (Sportartikel)
- Boots (Drogerieartikel)
- London Pavilion (Einkaufszentrum)
- The Sting – Network of brands (Bekleidung)
- Covent Garden Lady (Bekleidung)

## Anbindung (öffentlicher Nahverkehr)

### U-Bahn
- Station: Piccadilly Circus
- U-Bahn-Linien:
  - Bakerloo Line
  - Piccadilly Line

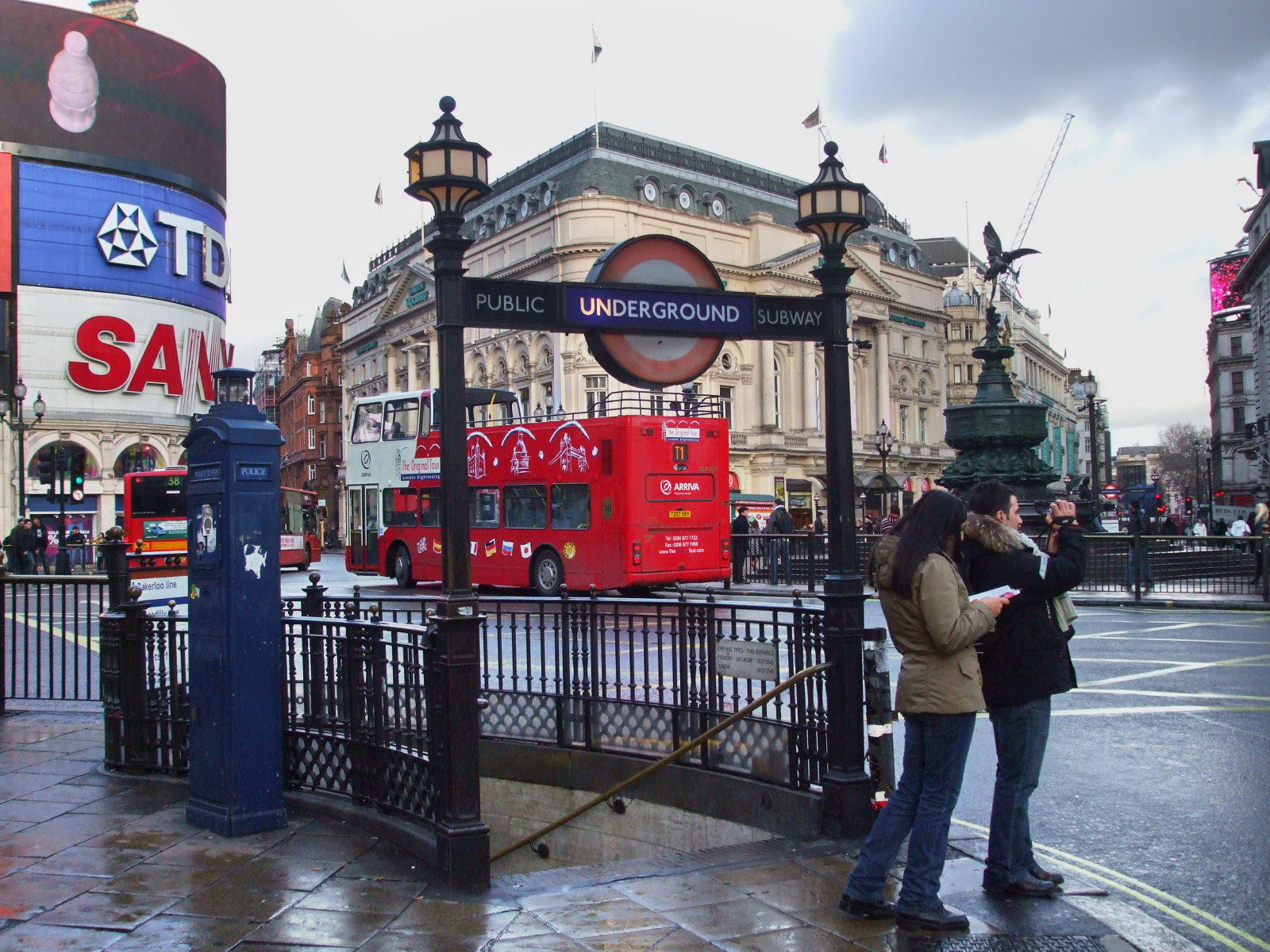
Ein Eingang zur U-Bahn nördlich des Piccadilly Circus

- U-Bahn-Eingänge: („Exit 1“ bis „Exit 4“)
  - Regent Street und Glasshouse Street (Exit 1)
  - Regent Street und Ausgang West (Exit 2)
  - Piccadilly und Ausgang West 2 (Exit 2)
  - Piccadilly und Lower Regent Street (Exit 3)
  - Lower Regent Street und Ausgang Süd (Exit 3)
  - Eros (Exit 4)
  - Shaftesbury Avenue und Coventry Street (Exit 4)

Alle sieben Ein- bzw. Ausgänge am Platz zeigen das typische Emblem der Londoner U-Bahn, dem „Circle and Bar“ – ein roter Kreis (Circle), der durch einen blauen Streifen (Bar) mit dem Wort „Underground“ durchbrochen wird. Zusätzlich befinden sich die Worte „Public Subway“ auf dem blauen Streifen. Sie deuten an, dass die unterirdische Passage auch als Fußgängerunterführung genutzt werden kann. Das typische Aussehen des Zeichens, mit den beiden Laternen, stammt aus den 1930er Jahren.
Alle Zugänge sind noch in der originalen Anordnung, seit der Eröffnung der U-Bahn-Station, vorhanden. Lediglich der Zugang neben dem Brunnen Eros (Exit 4) ist eine Neuerschaffung und wurde erst 1986 eröffnet, zuvor befand sich hier ein Teil der Straße mit Bushaltestelle.
Das originale Stationsgebäude, mit Zugang zur Verteilerebene unter der Kreuzung, befand sich an der Ecke zur Haymarket und wurde Anfang der 90er Jahre abgerissen. An seiner Stelle steht heute ein historisierender Neubau mit dem Helios-Brunnen.

### Bus
Zurzeit (April 2015) bedienen folgende Linien den Platz:
- 03 Crystal Palace – Oxford Circus
- 06 Aldwych – Willesden
- 12 Dulwich – Oxford Circus
- 13 Aldwych – Golders Green
- 14 Putney Heath – Warren Street
- 19 Battersea Bridge – Finsbury Park
- 22 Putney Common – Piccadilly Circus
- 23 Liverpool Street – Westbourne Park
- 38 Clapton Road – Victoria Station
- 88 Camden Town – Clapham Common
- 94 Acton Green – Piccadilly Circus
- 139 Waterloo Station – West Hampstead
- 159 Marble Arch – Streatham
- 453 Deptford Bridge – Marylebone